# Årets bladtegner
Årets Bladtegner, også kendt som Pentelprisen (tidligere Cross Prisen) er en dansk pris, der hvert år uddeles i et samarbejde mellem Danske Bladtegnere og Pentel.
Prisen er blevet uddelt siden 1987, hvor tegneren Erik Bencke modtog prisen.
Prisen uddeles ved et arrangement i Grøften i Tivoli, hvor også Årets Bladtegning kåres.

## Årets Bladtegner
- 2025 - Mia Mottelson
- 2024 - Simon Væth[1]
- 2023 - Roald Als[2][3]
- 2022 - Rikke Bisgaard[4]
- 2021 - Morten Voigt[5]
- 2020 - Lars Vegas Nielsen[6]
- 2019 - Louise Thrane Nielsen
- 2018 - Christoffer Zieler
- 2017 - Niels Bo Bojesen[7]
- 2016 - Stine Spedsbjerg
- 2015 - Annette Carlsen
- (Prisen blev ikke uddelt i årene 2004-2014)
- 2003 - Des Asmussen
- 2002 - Tove Nørgaard
- 2001 - Jørgen Saabye
- 2000 - Erik Werner
- 1999 - Lars Andersen
- 1998 - Gitte Skov
- 1997 - Nikoline Werdelin
- 1996 - Tom Wikborg
- 1995 - Bent Eskestad
- 1994 - Franz Füchsel
- 1991 - Ib Spang Olsen
- 1990 - Peder Bundgaard
- 1989 - Anne-Marie Steen Petersen
- 1988 - Claus Deleuran
- 1987 - Erik Bencke

## Årets Bladtegning
- 2025 - Per Marquard Otzen for “The Oval Orrifice” i Politiken[8]
- 2024 - Gitte Skov for tegning i Weekend-Avisen[9]
- 2023 - Christoffer Zieler for ”B’læst om Claus Hjort-sagen"[10]
- 2022 - Jens Julius Hansen[4] for ”Carlsberg i Putins Rusland”[11]
- 2021 - Thomas Thorhauge for ”Coronatiden i Mood"-billedserie" fra Politikens sektion "I Byen"[5]
- 2020 - Gitte Skov for ”Mette Frederiksen - Enevælden”[6]
- 2019 - Rasmus Sand Højer for ”Kim Christensen, DF og omfartsvejen”[12]
- 2018 - Philip Ytournel for ”Kamelslugning i den borgerlige regering”
- 2017 - Lars Andersen for ”Danskertest i lufthavnen”[7]
- 2016 - Roald Als for ”Pia Kjærsgaard som folketingets formand”